# Escola de Educação Física, Fisioterapia e Dança da Universidade Federal do Rio Grande do Sul
A Escola de Educação Física, Fisioterapia e Dança (ESEFID), anteriormente conhecida como ESEF - Escola Superior de Educação Física, é a sede do Instituto de Ciências do Movimento Humano da Universidade Federal do Rio Grande do Sul.
Situada no Campus Olímpico da UFRGS, no bairro Jardim Botânico, a unidade hoje oferece quatro cursos de graduação: Dança, Fisioterapia, licenciatura e bacharelado em Educação Física, além de cursos de extensão e pós-graduação na área.